# مرکز فضایی جزیره آند
مرکز فضایی جزیره آند، (به نروژی: Andøya Space) یک سازمان نروژی است؛ که از جمله دارای یک پایگاه پرتاب موشک است. پرتاپ موشک از این پایگاه به منظور تحقیقات جغرافیایی و آموزش دانش فضایی
صورت می‌گیرد. این مرکز فضایی، که در زمان تأسیس، در سال ۱۹۶۲میلادی، سکوی شلیک موشک جزیره آند، خوانده می‌شد از سال ۲۰۱۴ میلادی، مرکز فضایی جزیره آند، نامیده می‌شود.
این پایگاه در محدوده شهرداری گیسکه، در جنوب غربی محله مسکونی اندینس، درجزیره آندوی، در استان نوردلاند، درطول جغرافیایی ۱۶ درجه و ۱ دقیقه شرقی و عرض جغرافیایی ۶۹ درجه و ۱۷ دقیقه شمالی، در کشور نروژ قرار دارد.
همچنین در سال‌های اخیر، یک پایگاه پرتاب برای موشک‌های فضا پیما نیز در نظر گرفته شده‌است.

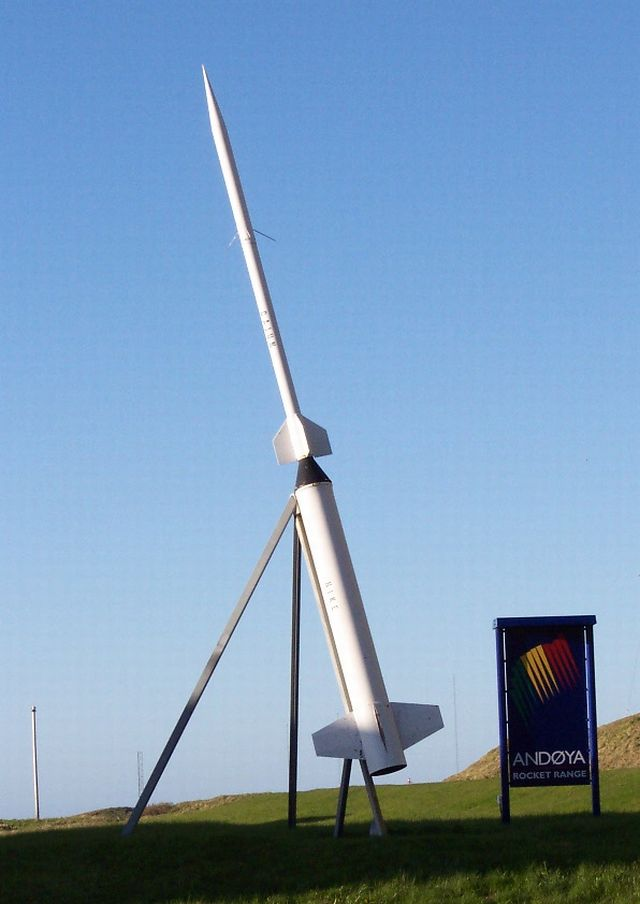
موشکی که در خارج ازمرکز فضایی جزیره آند، به نمایش گذاشته شده‌است.

این موشک‌ها قادر خواهند بود که تجهیزات ماهواره ای را با خود حمل کرده و در مدار کره زمین قرار دهند.
دولت ارنا سولبرگ، در اواخر دوره تصدی امور، علائم روشنی را مبنی بر حمایت دولت و تأمین مالی بخشی از هزینه‌های این برنامه، ارسال کرد. سکوی پرتاب احتمالاً در بخش جنوبی تر همین جزیره، مستقر خواهد شد.

## پیشینه
اولین موشک، با نام فردیناند ۱، از مرکز فضایی جزیره آند، در ۱۸ اوت سال ۱۹۶۲ پرتاب شد. این موشک تحقیقاتی در نوع خود اولین موشکی بود که در سراسر اروپا، برای مطالعه یونوسفر قطبی به فضا پرتاب شد. این موشک از نوع دو مرحله ای بود و تا ارتفاع ۱۰۲ کیلومتر اوج گرفت.
 از دهه ۱۹۶۰ میلادی، از مرکز فضایی جزیره آند، هزاران موشک و بالون، به فضا پرتاب شده یا به هوا فرستاده شده‌است. بزرگترین موشکهای این پایگاه، از نوع ۴ مرحله ای موشک ژرفاسنج، هستند و بیش از ۵ تن وزن دارند. تا به امروز ۳ موشک از این نوع از مرکز فضایی جزیره آند، پرتاب شده‌اند. اولین پرتاب از این نوع، در تاریخ ۲۵ ژانویه سال ۱۹۹۵ انجام شد و تا ارتفاع ۱۴۳۰ کیلومتر اوج گرفت.
 تا سال ۱۹۹۷ میلادی، مرکز فضایی جزیره آند، زیر نظر مرکز فضایی نروژ (NRS) بود. اما با تشکیل یک شرکت سهامی خاص با  مسئولیت محدود، از آن تاریخ به بعد ۹۰ درصد سهام مرکز فضایی جزیره آند، به مرکز فضایی نروژ (NRS) تعلق دارد و ۱۰ درصد مابقی، متعلق به شرکت دفاعی و هوا فضایی کونگسبرگ است.

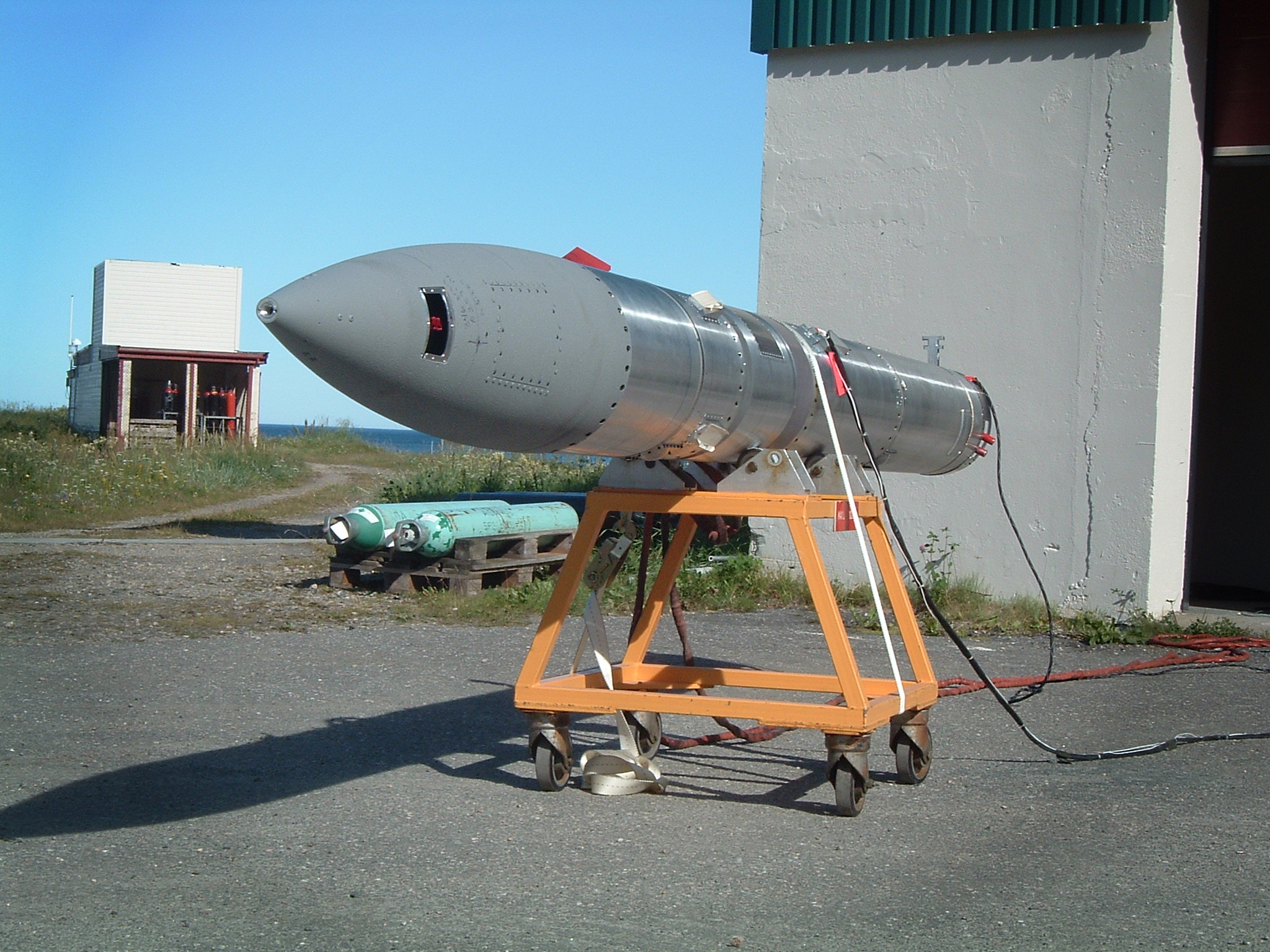
مرکز فضایی جزیره آند، دارای تجهیزات نجات بار مفید، است. هم به منظور استفاده مجدد از قطعات فنی و هم به دست آوردن یافته‌های اطلاعاتی، که ارسال آنها از طریق امواج رادیویی ممکن نیست.

## امکانات و ارتباطات
مرکز فضایی جزیره آند، دارای ۸ سکوی پرتاب موشک است. تجهیزات مرکز قادرند، داده‌های چند موشک را به‌طور همزمان ثبت کنند. از جدیدترین سکوی این پایگاه، می‌توان موشک‌هایی تا وزن ۲۰ تن، پرتاب کرد. مرکز فضایی جزیره آند، دارای تجهیزات نجات بار مفید، است. هم به منظور استفاده مجدد از قطعات فنی و هم به دست آوردن یافته‌های اطلاعاتی که ارسال آنها از طریق امواج رادیویی ممکن نیست.

همچنین در این مرکز، امکان ارسال بالون‌های مجهز به ابزار دقیق اندازه‌گیری؛ و ثبت یافته‌های اطلاعاتی کسب شده؛ موجود است.

پژوهشگران بیش از ۸۰ مؤسسه تحقیقاتی در اروپا، ایالات متحده آمریکا، کانادا و ژاپن، در پرتاب موشک از مرکز فضایی جزیره آند، مشارکت داشته‌اند. این مرکز از جمله با ناسا، آژانس فضایی اروپا و آژانس کاوش‌های هوافضای ژاپن، همکاری دارد.